# کوارتلز (نیومکزیکو)
کوارتلز (به انگلیسی: Cuartelez) یک منطقهٔ مسکونی در ایالات متحده آمریکا است که در شهرستان سنتافه، نیومکزیکو واقع شده‌است. کوارتلز ۴۶۹ نفر جمعیت دارد.